# Meerkat (application)
Pour les articles homonymes, voir Meerkat.
Meerkat est une application logicielle pour appareils mobiles fonctionnant sous le système d'exploitation iOS, ainsi que sous Android depuis le 1er mai 2015.
Publié par Life On Air, cette application permet de diffuser de la vidéo captée depuis un smartphone en direct. 
L'application a été retirée du marché fin septembre 2016, après des mois de lutte contre ses concurrents.
En effet, à la suite du rachat de son concurrent Periscope par Twitter, ce dernier a coupé le lien qui permettait à Meerkat de créer facilement des réseaux d’amis et de connaissances.

## Sources
- John Patrick Pullen, « You Asked: What Is the Meerkat App? », Time, 13 mars 2015.

## Voir Aussi
- Periscope